# 加美町立中新田中学校
加美町立中新田中学校（かみちょうりつ なかにいだちゅうがっこう）は、宮城県加美郡加美町にある公立中学校である。

## 概要
- 旧中新田町唯一の中学校として1960年に開校した[2]。

## 沿革
- 1960年（昭和35年）4月1日 - 中新田町立中新田中学校（旧）、中新田町立広原中学校、中新田町立鳴瀬中学校を統合して、新設の中新田町立中新田中学校が開校
- 2003年（平成15年）4月1日 - 合併により加美町立中新田中学校に改称

## 学区
- 中新田小学校、広原小学校、鳴瀬小学校の通学区域[3]

## 学校教育目標
- 自ら学びとる力の育成〈自立〉
- 豊かな連帯感の育成〈共生〉
- たくましい心身の育成〈挑戦〉

## 部活動
- サッカー

- テニス

- バスケ
- ソフトボール
- カヌー
- 野球
- 卓球

- 剣道

- 陸上(特設)

- 駅伝(特設)

- 吹奏楽

- 美術
- 総合活動

## 出身有名人
- 中島鵬六 - 衆議院議員、弁護士
- 伊藤宗一郎 - 衆議院議長、防衛庁長官、科学技術庁長官
- 今野栄喜 - 旭化成副社長、蝶理社長
- 本間俊一 - 衆議院議員、中新田町長
- 本間俊太郎 - 宮城県知事、中新田町長
- 猪股洋文 - 加美町長
- 石川力山 - 駒沢大学教授
- 鈴鴨清美 - 宮城教育大学副学長、宮城県教育委員会教育長
- 伊藤健二 - 日本政策金融公庫副総裁
- 鈴木忠司 - 仙台弁護士会副会長、加美町顧問弁護士
- 菅原大吉 - 俳優
- 伊藤春男 - プロ野球選手、毎日オリオンズ
- いがらしみきお - 漫画家
- 小松正治 - カヌー選手。